# Ataque en Norte de Santander de 2023
El Ataque en Norte de Santander de 2023 ocurrió el 28 de marzo de 2023, en el municipio de El Carmen, en la Región del Catatumbo (Norte de Santander), 9 militares (7 soldados y 2 suboficiales) fueron asesinados por la guerrilla del Ejército de Liberación Nacional (ELN).

## Antecedentes
La Región del Catatumbo ha contado con la presencia histórica del ELN, la guerrilla más antigua de Colombia y en diálogos de paz con el gobierno colombiano.

## Acontecimiento
El ataque fue dirigido contra la base del Batallón Especial Energético y Vial n.° 10, en El Carmen (Norte de Santander). Los soldados fueron abordados con un ataque de explosivos artesanales y ráfagas.

## Reacciones
El ataque fue condenado por el presidente Gustavo Petro, el ministro de Defensa, Iván Velásquez, y el expresidente Álvaro Uribe.